# United States National Academies

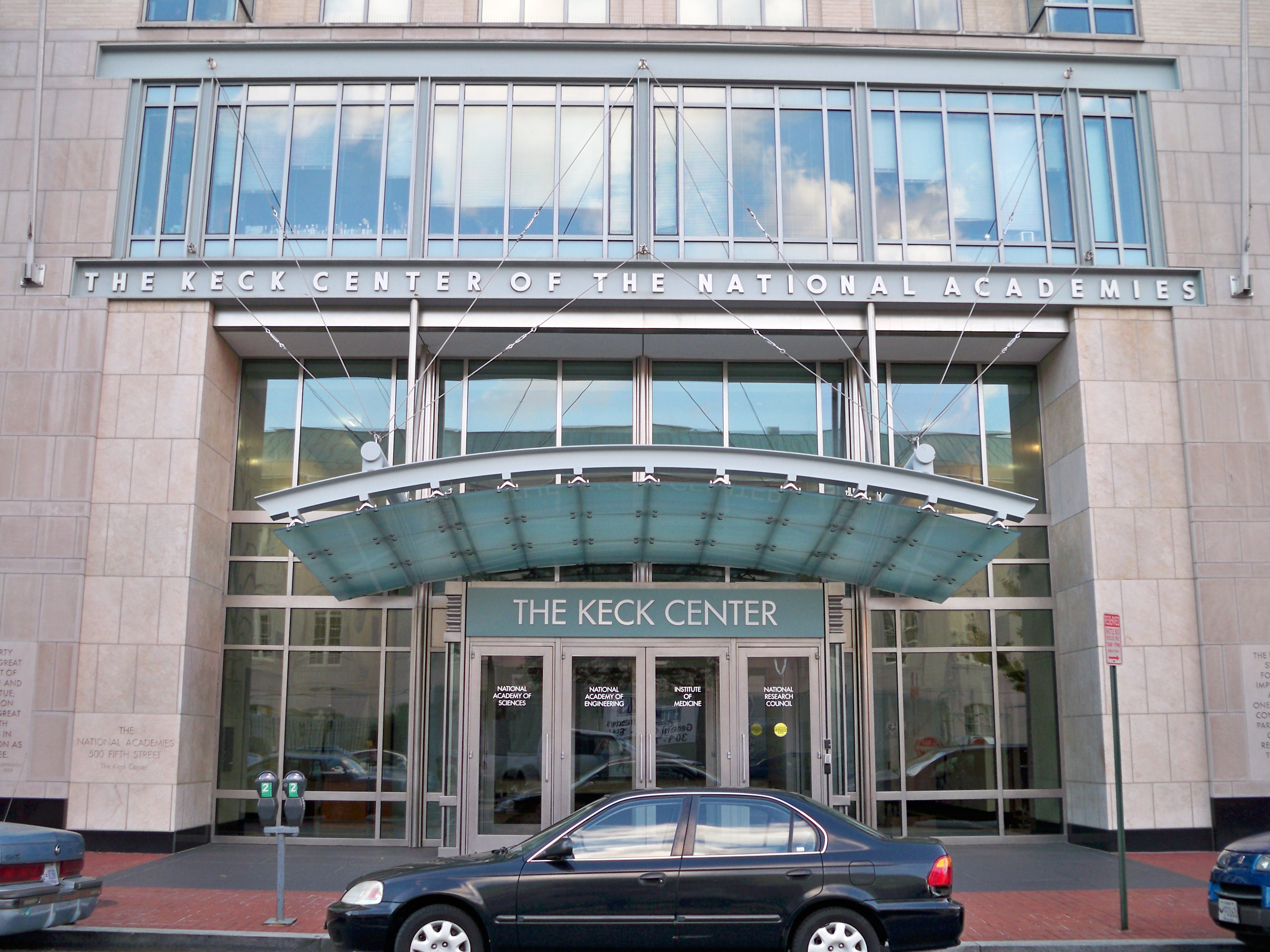
The Keck Center of the National Academies w Washingtonie, D.C. (2009)

United States National Academies składa się z czterech organizacji:
- National Academy of Sciences (NAS)
- National Academy of Engineering (NAE)
- Institute of Medicine (IOM)
- National Research Council (NRC)

The National Academies służy jako narodowa akademia Stanów Zjednoczonych. NAS, NAE i IOM są honorowymi organizacjami członkowskimi, z łączną liczbą członków wynoszącą ponad 6000, którymi są naukowcy, inżynierowie i pracownicy służby zdrowia. Nowi członkowie każdej organizacji są wybierani co roku przez obecnych członków, na podstawie wybitnych osiągnięć w oryginalnych badaniach. Zadaniem NRC jest natomiast zbieranie, analizowanie i udostępnianie informacji poprzez analizy i raporty.